# Margot Cohen
Margaretha (Margot) Cohen ('s-Hertogenbosch, 16 november 1855 - 's-Gravenhage, 23 maart 1906) was een Nederlands toneelspeelster. Ze speelde onder meer in De Bruiloft van Figaro.

## Biografie
Cohen was een zuster van toneelactrice Cécile Carelsen. Haar dochter, toneelactrice Fie Carelsen, debuteerde in 1894, liggend in de armen van haar tante Margot, in het drama De Levende Brug in het theater van de gebroeders Van Lier.
Cohen had een zwakke gezondheid. Ze verbleef aan het einde van de negentiende eeuw, op advies van Catharine van Tussenbroek, 15 maanden in de psychiatrische inrichting van P.H. Eijkman in Scheveningen. In augustus 1900 trad ze voor het eerst weer op, tijdens een speciaal voor haar georganiseerd matinee in de theaterzaal van het Kurhaus Scheveningen. Het matinee was door Eijkman geadviseerd als test of ze weer volledig hersteld was. Ze trad die middag tweemaal op. Er waren verder optredens van onder anderen Betty Holtrop, Willem van Zuylen, de Belgische cabaretier Chrétienni en Maurice Hageman.
Ze overleed onverwacht in maart 1906.